# Pitsburg
Pitsburg é uma vila localizada no estado norte-americano de Ohio, no Condado de Darke.

## Demografia
Segundo o censo norte-americano de 2000, a sua população era de 392 habitantes. 
Em 2006, foi estimada uma população de 389, um decréscimo de 3 (-0.8%).

## Geografia
De acordo com o United States Census Bureau tem uma área de 
0,5 km², dos quais 0,5 km² cobertos por terra e 0,0 km² cobertos por água.
Blá blá blá!